# Alfred Arbinger
Alfred Arbinger (Aldersbach, 6 giugno 1957) è un allenatore di calcio ed ex calciatore tedesco, di ruolo attaccante.